# Кутнер, Михай
Михай Кутнер (венг. Kuttner Mihály; 1918—1975) — венгерско-американский скрипач.

## Биография
Окончил Музыкальную академию Ференца Листа (1935), ученик Габриэля Ференца (скрипка), Лео Вайнера (камерный ансамбль) и Имре Вальдбауэра (квартет). В студенческие годы возглавлял струнный квартет с участием Пала Рейсмана (вторая скрипка), Миклоша Харшаньи (альт) и Дьёрдя Барати (виолончель).
С 1938 г. жил в США, участвовал в качестве второй скрипки в различных камерных составах (в частности, в одном из поздних составов квартета Ленера), пока в 1959 г. не занял это место в Венгерском квартете, в котором остался работать на все последние 13 лет его существования.